# Nowe Bogaczowice
Nowe Bogaczowice – wieś w Polsce położona w województwie dolnośląskim, w powiecie wałbrzyskim, w gminie Stare Bogaczowice.

## Podział administracyjny
W latach 1975–1998 miejscowość administracyjnie należała do województwa wałbrzyskiego. Jest to najmniejsza miejscowość gminy Stare Bogaczowice.